# Setge de Gergòvia
El Setge de Gergòvia del 52 aC, conegut també com a batalla de Gergòvia, fou una de les batalles de la Guerra de les Gàl·lies.

## Antecedents
Vercingetòrix havia estat obligat a retirar-se de Gergòvia, la seva capital, i Juli Cèsar hi va instal·lar els seus aliats bois. L'hivern del 53 aC, mentre Cèsar agrupava tropes per atacar els gals, Vercingetòrix va atacar Gergòvia. Deixant dues legions a Agedincum, Cèsar va dirigir la resta de les legions en ajut de la ciutat. Els setges romans de Vellaunodunum, Cènabum i Noviodúnum en el seu camí van obligar els gals a aixecar el setge i atacar els romans a la batalla de Noviodúnum, vençuda pels romans. Cèsar va capturar Avàricum i es va aprovisionar.

## Batalla

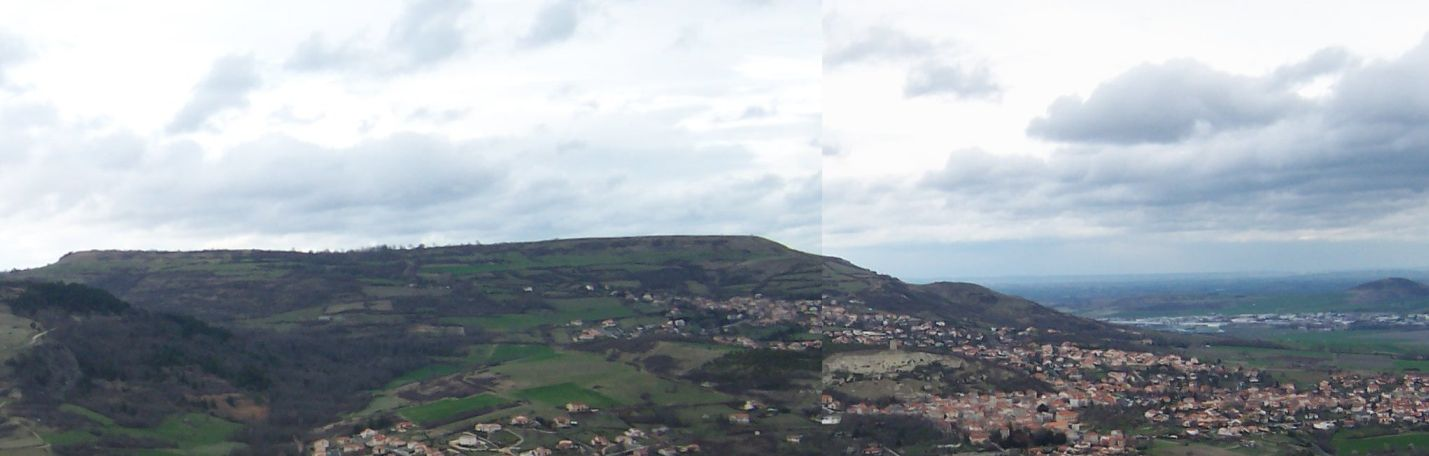
L'altiplà de Gergovia vist de Le Cres estant. El camp de batalla principal fou la zona a la dreta del centre de la imatge

Vercingetòrix va destruir una sèrie de ponts en el riu per a impedint a Juli Cèsar de travessar-lo, puix que tenint l'enemic enfront (que el seguia per l'altra banda del riu) no va poder construir un nou pont. Va acampar a un bosc a l'oest de l'Allier, prop d'un pont destruït, i l'endemà va enviar al sud quatre legions i va conservar dues legions al lloc mentre les que sortiren van agafar tota la impedimenta per a fer veure que es tractava de les sis legions; quan les quatre legions foren lluny, les altres dues van sortir dels amagatalls i van reparar el pont destruït una part del qual encara podia ser aprofitat. Quan la feina fou feta es va cridar les altres legions.
Vercingetòrix es va adonar del que havia passat però no va voler arriscar un combat a la vora del riu amb les legions a punt d'arribar i es va replegar a Gergòvia. Del riu fins a Gergòvia Cèsar va tardar cinc dies. Gergòvia era situada a una muntanya alta, de difícil accés per tots costats. El quarter del cap gal era prop de la ciutat i a la rodalia es van establir els contingents del divers estats gals i en van ocupar també totes les altures.
A l'altre costat de la ciutat hi havia el Puy de Jussat, un bon turó per la defensa, controlat pels gals, però Cèsar es va adonar que si el podia ocupar podria dominar l'enemic tallant-li el forniment d'una bona part de l'aigua. A la nit va atacar el turó, el va ocupar i hi va posar dues legions; del turó estant va tractar de sorprendre la ciutat i va atacar pel nord-oest mentre els seus aliats, els hedus, van atacar pel sud-est; tres dels camps gals foren ocupats pels romans i els gals es van retirar cap a la ciutat perseguits pels romans; un centurió i tres soldats van travessar les muralles; però els gals justament eren a la rodalia d'aquesta part que suposaven la més feble i van atacar lliurant-se batalla sota els murs amb els romans entre dos focs i amb inferioritat numèrica i a més molt cansats de les darreres marxes i lluites.
Cèsar va enviar partint del Puy de Jussat algunes cohorts per a ocupar uns turons a la dreta de Gergovia, per tal d'assegurar, si eren rebutjats, bones posicions per a l'endemà, però en aquell moment es van trobar amb els hedus, tribu que van confondre amb els gals de Vercingetòrix i quan l'error fou advertida ja era massa tard.

## Conseqüències
En la batalla els romans van perdre 46 centurions, set-cents soldats i foren rebutjats de la muntanya. Quan els romans es van reagrupar Vercingetòrix ja havia ocupat posicions claus. Cèsar va abandonar el lloc cap al país dels hedus, passant altre cop el riu.